# Buraka Som Sistema
Buraka Som Sistema to portugalska grupa grająca muzykę elektroniczną, założona w 2006 przez João Barbosę (Li'l John), Rui Pité (DJ Riot), Andro Carvalho (Conductor) i Kalafa Ângelo. Jej styl jest określany jako kuduro. Na MTV Europe Music Awards 2008 została nagrodzona w kategorii Best Portuguese Act i nominowana do Best European Act.

## Historia
Przed powstaniem pomysłu wspólnego grania kuduro Barbosa i Pité byli producentami z grupy Cool Train Crew, z którą Ângelo współpracował jako wokalista. Oprócz Carvalho, hiphopowego producenta z Angoli i członka ekipy Conjunto Ngonguenha, wszyscy współpracowali jako 1-UIK.
Nazwa Buraka pochodzi od freguesii o nazwie Buraca w Amadorze.
Pierwszym wydaniem zespołu była EP-ka From Buraka to the World. Później materiał wydano ponownie, po rozszerzeniu o kilka utworów, jako pełny album.
W 2007, po europejskiej trasie koncertowej, między innymi na Glastonbury Festival i Roskilde Festival, wydali singiel Sound of Kuduro, w którym rapuje M.I.A. Nagranie zapowiadało ich drugi album, Black Diamond, wydany w 2008 przez Sony BMG, który był promowany przez singiel Kalemba (Wegue Wegue) z wokalem Pongolove. Utwór ten znalazł się w ścieżce dźwiękowej gry FIFA 10.

## Koncerty w Polsce
- 5 lipca 2009 – Gdynia, Heineken Open’er Festival
- 22 lipca 2011 – Szczecin, Boogie Brain
- 2 czerwca 2012 – Kraków, Selector Festival
- 11 maja 2013 – Gdańsk, Technikalia.13
- 17 kwietnia 2015 – Warszawa, Red Bull Music Academy Weekender Warsaw
- 20 czerwca 2015 – Gdynia, Cudawianki

## Dyskografia

### Albumy
- From Buraka to the World (2006)
- Black Diamond (2008)
- Komba (2011)

### Single
- „Yah” (2007)
- „Wawaba (v. 1.8)” (2007)
- „Sound of the Kuduro (with M.I.A.)” (2008)
- „Kalemba (Wegue Wegue)” (2008)
- „Aqui Pra Vocês (feat. Deize Tigrona)” (2009)